# Санта-Роса (департамент, Ла-Пампа)
Департамент Санта-Роса  (исп. Departamento de Capital) — департамент в Аргентине в составе провинции Ла-Пампа.
Территория — 2525 км². Население — 105312 человек. Плотность населения — 41,70 чел./км².
Административный центр — Санта-Роса.

## География
Департамент расположен в центральной части провинции Ла-Пампа.
Департамент граничит:
- на севере — с департаментом Конело
- на востоке — с департаментами Кему-Кему, Катрило
- на юге — с департаментом Атреуко
- на западе — с департаментом Тоай

## Административное деление
Департамент состоит из 2 муниципалитетов:
- Санта-Роса
- Ангиль

## Важнейшие населенные пункты[3]
| № | Населённый пункт | Населённый пункт (исп.) | Категория | Население чел. (2010) | На карте                        |
| - | ---------------- | ----------------------- | --------- | --------------------- | ------------------------------- |
| 1 | Санта-Роса       | Santa Rosa              | город     | 102860                | 36°37′25″ ю. ш. 64°17′14″ з. д. |
| 2 | Ангиль           | Anguil                  | поселок   | 1705                  | 36°31′34″ ю. ш. 64°00′33″ з. д. |